# Рейтинг доступності міст Тостер
Рейтинг доступності українських міст «Тостер» — проєкт громадської організації Доступно.UA, заснований у 2019 році. Ідея належить Дмитру Щебетюку, засновнику Доступно.UA. Мета проєкту полягає в перевірці рівня архітектруної доступності українських міст для маломобільних груп населення, відстеження динаміки зміни інфраструктури українських міст, мотивації міської влади та введення конкурентної складової до створення зручної інфраструктури.

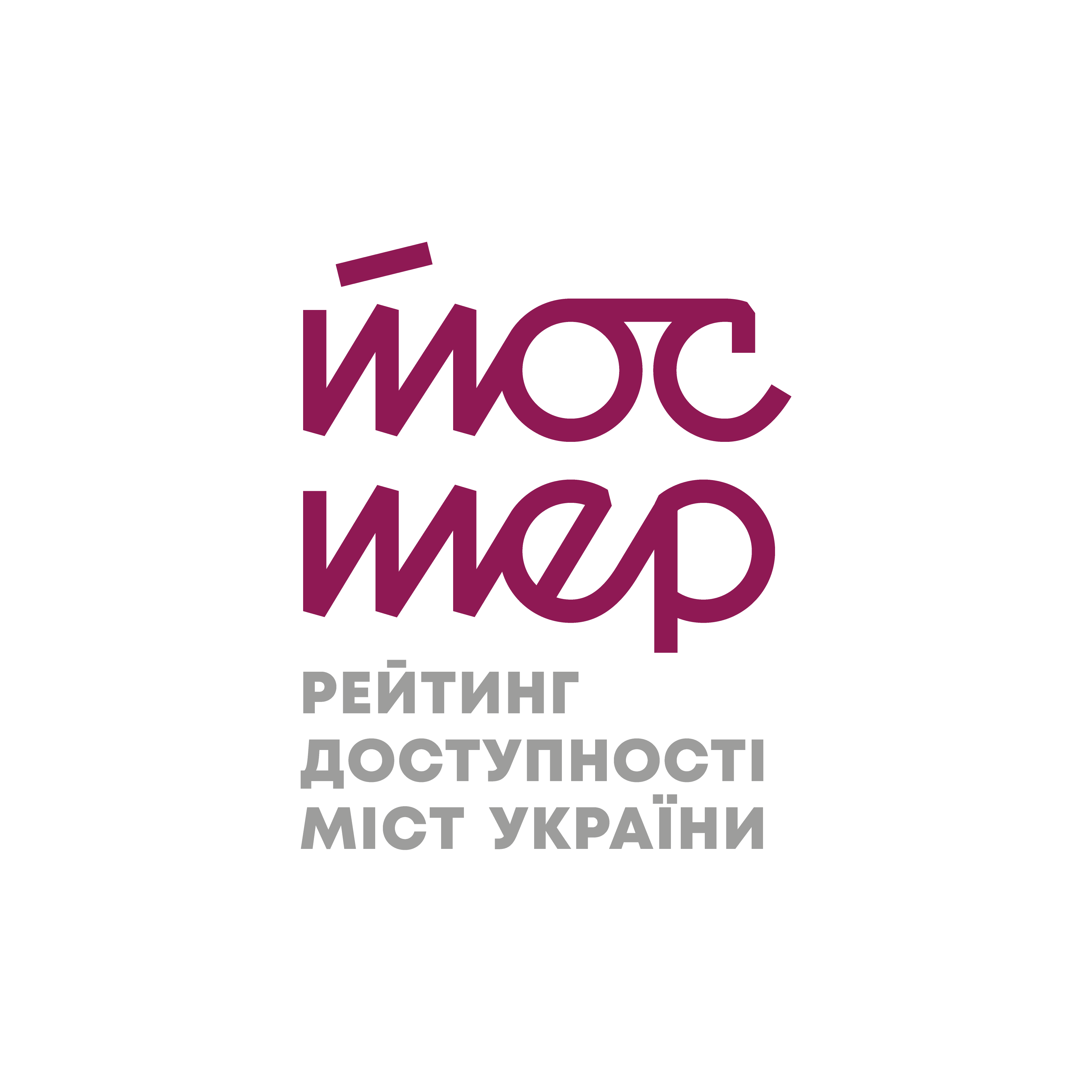
Логотип проєкту "Тостер"

## Історія
Запит на створення такого проєкту з'явився ще в 2016 році. На той час Дмитро Щебетюк відвідав на кріслі колісному приблизно 10 українських міст. Під час одного з інтерв'ю в нього запитали про особистий рейтинг доступності українських міст. На той час, після травми, він три роки займався громадською діяльністю та рік як заснував Доступно.UA. На запитання не було відповіді, тому що будь-який такий рейтинг був би лише суб’єктивною оцінкою. Відтоді ідея створити рейтинг доступності залишалася, проте не мала значного розвитку. У 2019 році кількість відвіданих міст збільшилася до 30, а в команди Доступно.UA з’явилася бачення проєкту.
Пілотний етап мав кілька особливостей: до рейтингу входять міста з населенням від 100 до 250 тисяч. Команда перевіряє об’єкти в радіусі 500 метрів від центру міста. Центральною точкою обирають міську раду кожного населеного пункту. Влітку 2019 року Дмитро разом із Наталею Павленко, операційною директоркою Доступно.UA, розробили методологію перевірки міст. Перша та наступні версії методології ґрунтуються на державних будівельних нормах. Таким чином у рейтингу зникала суб’єктивність, а їхнє проведення не потребувало надто складних знань або навичок. Також до розробки методології перевірок долучилися експерти зі сфери доступності для людей із порушеннями зору, людей на кріслах колісних, велосипедної інфраструктури, осіб із маленькими дітьми: Євгеній Свєт, Владислав Самойленко, Юлія Ресенчук, Уляна та Віталій Пчолкіни, Ольга Мирцало та Володимир Висоцький.
Важливою функцією рейтингу є відслідковування динаміки зміни ситуації з доступністю в місті. Це допомагає зрозуміти ефективність міської влади: результати роботи за їхньої каденції та неможливість скинути весь негатив на представників попередньої влади. Влітку 2021 року розпочались повторні перевірки 13 міст, що раніше увійшли до рейтингу.
У серпні 2019 року, напередодні перевірки першого міста в «Тостері», Дмитро Щебетюк опублікував особистий суб’єктивний рейтинг доступності міст. Метою саме цього рейтингу було перевірити, наскільки його особисте сприйняття співпадає з реальністю та зручністю інфраструктури міст.

## Результати
На першому етапі проєкту, осінь 2019 — весна 2020, до рейтингу увійшли 10 українських міст: Івано-Франківськ, Тернопіль, Херсон, Миколаїв, Кам’янець-Подільський, Вінниця, Чернігів, Суми, Полтава та Черкаси. На цьому етапі Доступно.UA здійснює проєкт за підтримки Посольства Нідерландів в Україні. Восени команда перевірила перших шість міст. Результати першої версії рейтингу презентували на Форумі інклюзивності в грудні.
Перевірки решти чотирьох міст першого етапу відтермінувалися через пандемію коронавірусної хвороби в Україні, що розпочалася навесні 2020 року. У таких обставинах перевірки міст на доступність перенеслися на період травень-червень. Саме тоді сформувалась перша версія рейтингу доступності з десяти міст. Впродовж 2020 року до рейтингу приєднались ще три міста, що закріпило результати «Тостера» станом на грудень:
- Чернігів — 19,46%
- Вінниця — 16,15%
- Черкаси — 16,02%
- Рівне —  15,79%
- Житомир — 15,38%
- Суми — 14,75%
- Полтава — 14,48%
- Чернівці — 10,32%
- Івано-Франківськ — 9,70%
- Кам’янець-Подільський — 6,44%
- Тернопіль — 6,38%
- Миколаїв — 6,17%
- Херсон — 5,59%

Рейтинг кожного міста формують за такими показниками:
- доступність бізнес-локацій: аптеки, заклади харчування, кінотеатри, торгові центри, супермаркети;
- доступність муніципальних будівель: міська рада, центр надання адміністративних послуг, залізничний та автовокзал, центральна лікарня, поштові відділення, державні банки;
- доступність вуличної інфраструктури: наземні переходи, велодоріжки, громадські вбиральні;
- співвідношення низькопідлогового громадського транспорту до його загальної кількості.

У майбутньому планується включати перевірки міст проєкту рейтинг «Тостер» з наповненням додатку Dostupno (розроблений командою Доступно.UA), за допомогою якого можна знайти безбар’єрні локації в більшості великих міст України. У 2021 році розпочався моніторинг п’ять міст на Сході України. Наприкінці року ці міста увійдуть до оновленого рейтингу доступності.